# Armeria langei
Armeria langei är en triftväxtart som beskrevs av Pierre Edmond Boissier. Armeria langei ingår i släktet triftar, och familjen triftväxter. Inga underarter finns listade i Catalogue of Life.